# Peniel Mlapa
Peniel Kokou Mlapa (* 20. února 1991, Lomé, Togo) je německý fotbalový útočník a reprezentant tožského původu, v současnosti hostuje v německém klubu 1. FC Norimberk z týmu Borussia Mönchengladbach. Narodil se v Togu, v dětství dostal německé občanství, může tak reprezentovat Německo na mezinárodních turnajích.

## Klubová kariéra
V létě 2010 podepsal tříletý kontrakt s týmem TSG 1899 Hoffenheim.

### Borussia Mönchengladbach
V květnu 2012 přestoupil za 3 miliony € do bundesligového klubu Borussia Mönchengladbach, kde podepsal čtyřletou smlouvu.
V základní skupině C Evropské ligy 2012/13 byla Borussia přilosována k týmům Fenerbahçe SK (Turecko), Olympique de Marseille (Francie) a AEL Limassol (Kypr). Mlapa skóroval 25. října 2012 proti Marseille, čímž přispěl k výhře 2:0. Borussia postoupila s 11 body do vyřazovací fáze ze druhého místa za prvním Fenerbahçe. Tam byla v šestnáctifinále vyřazena italským Laziem Řím po výsledcích 3:3 doma a 0:2 venku.

## Reprezentační kariéra

### Mládežnické reprezentace
Zúčastnil se kvalifikace na Mistrovství Evropy hráčů do 21 let 2013 konaného v Izraeli, kde Německo obsadilo s 28 body první místo v konečné tabulce skupiny 1. Mlapa zaznamenal dva hattricky, první v utkání 10. září 2011 proti San Marinu (výhra 8:0) a druhý 11. listopadu 2011 proti Řecku (výhra 5:4). Jeden gól přidal i proti Bosně a Hercegovině (výhra 3:0) a další ve druhém utkání se San Marinem (výhra 7:0). Celkem tak zakončil tuto kvalifikaci s 8 vstřelenými brankami, o 3 góly zaostal za nejlepším kvalifikačním střelcem Rodrigem Morenou Machadem ze Španělska, který během 9 zápasů nastřílel celkem 11 gólů.
Nastoupil i na samotném šampionátu v Izraeli, kde Německo nepostoupilo ze základní skupiny. Hned v prvním utkání proti Nizozemsku (prohra 2:3) se v 39. minutě zranil.